# Rahan: Syn czasów mroku
Rahan: Syn czasów mroku (fr. Rahan, ang. Rahan: Son of the Dark Age, 2008–2009) – francusko-włoski serial animowany wyprodukowany przez ZDF Enterprises. Remake serialu z lat 80. Rahan Wędrowiec. Produkcja została zrealizowana na podstawie komiksu autorstwa Rogera Lecureux z ilustracjami André Chéreta.
Serial emitowany w Polsce na kanale ZigZap od 12 grudnia 2009 roku.

## Fabuła
Serial opowiada o przygodach chłopca, który żyje w czasach prehistorycznych.

## Bohaterowie
- Rahan – uczciwy, prawy i bezinteresowny człowiek. Zależy mu na tym, aby w dolinie zapanował pokój między Klanem Wilka a Jaskiniowymi. Zawsze postępuje według swoich zasad, dlatego nie przyłączył się do żadnego z plemion. Jest zakochany w Noamie, członkini Klanu Wilka. Rahan ma wiernego przyjaciela, który zawsze pomaga mu i towarzyszy w każdej wyprawie.
- Ursus – wierny towarzysz i przyjaciel Rahana. Niegdyś, jak sam opowiada, był wielkim niedźwiedziem, lecz chcąc przeżyć musiał uciekać przed Panią Cienia, która zamieniła go w dziwne stworzenie. Ursus jest wiecznie głodny i nie lubi przygód, jakie spotykają go u boku Rahana. Najbardziej ceni sobie spokój.
- Krao – ojciec Rahana. Nauczył go walki z wrogami oraz zasad, według których Rahan teraz postępuje. W serialu pojawia się tylko we wspomnieniach bohatera.

### Klan Wilka
- Mogo – wódz Klanu Wilka.
- Inok – syn wodza, na początku przyjaciel Rahana.
- Sanga – stracił żonę przez przypadek i myślał, że to Lud Jaskiń ją zabił.
- Agar – niezdarny członek Klanu Wilka.
- Noama – miała dziecko z Jaskiniowym. Na początku walczył o nią Inok z Rahanem.
- Drak – zły szaman Klanu Wilka, który ma za zadanie sprawić, by oba plemiona oddały swe dusze Pani Cienia.

### Jaskiniowi
- Tetja – szamanka Ludu Jaskiń, pomogła wielu ludziom w tym Rahanowi. Jest ślepa.
- Bakur – wódz Ludu Jaskiń.
- Daro – miał dziecko z Noamą. Umie rysować.

## Wersja polska
Opracowanie wersji polskiej: na zlecenie ZigZapa – Start International Polska

Reżyseria:
- Paweł Galia (odc. 1-10, 12-15, 18-26),
- Małgorzata Kaźmierska (odc. 11, 16-17)

Dialogi polskie: Andrzej Wójcik

Dźwięk i montaż:
- Jerzy Wierciński (odc. 1-10, 12-15, 18-26),
- Hanna Makowska (odc. 11, 16-17)

Kierownictwo produkcji: Anna Kuszewska

Udział wzięli:
- Leszek Zduń – Rahan
- Mirosław Wieprzewski – Ursus
- Monika Pikuła – Tetja
- Zuzanna Galia – Noama
- Jakub Szydłowski – Sango
- Andrzej Chudy
- Marek Bocianiak
- Jacek Mikołajczak – Krao – Ojciec Rahana
- Janusz Wituch – Inok
- Mirosław Zbrojewicz – Drak
- Włodzimierz Bednarski – Bakur
- Zbigniew Konopka – Mogo
- Jarosław Domin – Agar
- Justyna Bojczuk
- Katarzyna Kozak – Pani Ciemności
- Anna Gajewska
- Mirosława Krajewska

i inni
Lektor: Paweł Galia

## Spis odcinków
| Premiera odcinka | N/o | Polski tytuł          | Angielski tytuł             | Francuski tytuł           |
| ---------------- | --- | --------------------- | --------------------------- | ------------------------- |
|                  |     |                       |                             |                           |
| SERIA PIERWSZA   |     |                       |                             |                           |
|                  |     |                       |                             |                           |
| 12.12.2009       | 01  | Duch niedźwiedzia     | Spirit of the Bear          | L’esprit de l’ours        |
|                  |     |                       |                             |                           |
| 13.12.2009       | 02  | Ścieżki wojny         | The Paths of War            | Les sentiers de la guerre |
|                  |     |                       |                             |                           |
| 19.12.2009       | 03  | Wielkie stada         | The Great Herds             | Les grands troupeaux      |
|                  |     |                       |                             |                           |
| 20.12.2009       | 04  | Gorączka Martwych Wód | Dead Waters Fever           | Les eaux mortes           |
|                  |     |                       |                             |                           |
| 26.12.2009       | 05  | Magiczna broń         | The Magic Weapon            | L’arme magique            |
|                  |     |                       |                             |                           |
| 27.12.2009       | 06  | Nokraty               | The Nokrats                 | Les nocreux               |
|                  |     |                       |                             |                           |
| 02.01.2010       | 07  | Kościany sztylet      | The Ivory Dagger            | Le coutelas d’ivoire      |
|                  |     |                       |                             |                           |
| 03.01.2010       | 08  | Płacząca góra         | The Weeping Mountain        | La montagne qui pleure    |
|                  |     |                       |                             |                           |
| 09.01.2010       | 09  | Zatrute źródło        | The Poisoned Spring         | La source empoisonnée     |
|                  |     |                       |                             |                           |
| 10.01.2010       | 10  | Mały lud              | The Little Folk             | Le petit peuple           |
|                  |     |                       |                             |                           |
| 16.01.2010       | 11  | Czarne szpony         | Black Claws                 | Les griffes noires        |
|                  |     |                       |                             |                           |
| 17.01.2010       | 12  | Gorak                 | The Gorak                   | Le gorak                  |
|                  |     |                       |                             |                           |
| 23.01.2010       | 13  | Ludzie hieny          | The Jungle Prowlers         | Les rôdeurs de la jungle  |
|                  |     |                       |                             |                           |
| 24.01.2010       | 14  | Grota potworów        | The Monster’s Grotto        | La grotte aux monstres    |
|                  |     |                       |                             |                           |
| 30.01.2010       | 15  | Więzy krwi            | Blood-Ties                  | Les liens du sang         |
|                  |     |                       |                             |                           |
| 31.01.2010       | 16  | Mój najlepszy wróg    | Best Worst Enemy            | Le meilleur ennemi        |
|                  |     |                       |                             |                           |
| 06.02.2010       | 17  | Ptasi klif            | The Birds Cliff             | La falaise aux oiseaux    |
|                  |     |                       |                             |                           |
| 07.02.2010       | 18  | Obrazy i wojna        | The Painter and the Warrior | Le peintre et le guerrier |
|                  |     |                       |                             |                           |
| 13.02.2010       | 19  | Wiatr szaleństwa      | Wind of Madness             | Vent de folie             |
|                  |     |                       |                             |                           |
| 14.02.2010       | 20  | Cała prawda           | A Lost Friend               | Un ami disparaît          |
|                  |     |                       |                             |                           |
| 20.02.2010       | 21  | Więzień               | The Prisoner                | Le prisonnier             |
|                  |     |                       |                             |                           |
| 21.02.2010       | 22  | Śmierć Gołębia        | The Slaughtered Dove        | La colombe assassinée     |
|                  |     |                       |                             |                           |
| 27.02.2010       | 23  | Bezimienny            | A Man With No Name          | L’homme sans nom          |
|                  |     |                       |                             |                           |
| 28.02.2010       | 24  | W pułapce             | Trapped                     | Pris au piège             |
|                  |     |                       |                             |                           |
| 06.03.2010       | 25  | Wielka łódź           | The Big Canoe               | La grande pirogue         |
|                  |     |                       |                             |                           |
| 07.03.2010       | 26  | Długa noc             | The Long Night              | La longue nuit            |
|                  |     |                       |                             |                           |